# 桂林市基督教堂
桂林市基督教堂位于中国广西桂林市秀峰区中山中路50号，建于1994年。该堂为桂林市基督教三自爱国运动委员会、桂林市基督教协会驻地，两会办公地点设于贡后巷。该堂前身为建立于1912年的美南浸信会福音堂。
现任牧师为陈海红、周运爽、李甫军。

## 历史

### 初期教会的建立
宣道会：美国牧师孔道宏于光绪廿四年（1898年）在中山中路义井头（今台联酒店址）建堂，1924年两次扩建，可容纳四百余人。民国卅八年（1949年）发展成以桂林市为中心，包含临近县乡14个分堂的区会，在恭城县、平乐县沙子、六塘、罗锦、会仙、塘头、油麻、高尚田、董家巷、矮岭、秧塘、黄冕等地建立礼拜堂，并创建宣道会华南教区和桂林区会，信徒千余人。经费由美国供给。基督教联合会成立后解散。
圣公会：由英国安立甘教会裴乐义牧师创建，1900年在芙蓉路建圣彼得堂，除教堂外还有教室和住宅，抗日战争中全毁。后重建小礼堂及住宅四栋，并建立道生医院（今博爱医院）宿舍大楼。现仅存牧师楼一栋。光绪廿七年（1901年）于今下十字街的三多路东口北端建圣约翰堂，有前外堂楼房一座，后礼堂平房一座，建筑面积约400平方米，抗日战争中堂屋全毁。后重建。隶属香港教区。宣统元年（1909年）成立湘桂教区，经费由英国差会供给。到民国廿二年（1933年）建立了桂林、兴安、衡阳等10个牧区，教堂40多座，有信徒2000余人。基督教联合会成立后解散。裴乐义在桂林发展的第一个信徒是宋崇真，后按立为桂林第一位本地牧师。
浸信会：由美南浸信会卢信恩牧师于民国二年（1913年）建立，其时有信徒12人。民国八年（1919年）成立广西西南浸信会联会。1912年5月，美南浸信会国外传道部即在下十字街（今中山中路185号）建立教堂，经费由美国差会供给，抗日战争中全毁。后重建大礼堂、小礼堂及一座二层住宅，建筑面积约1000余平方米。从民国元年（1912年）至十四年（1925年），共发展信徒5000余人。民国卅四年（1945年，陆德理牧师主持教会事务，次年重建教堂，信徒仅135人。基督教联合会成立后解散。
自立会：受五卅运动影响，由桂林基督徒李圆善、杨订三、路绍庭、区振声等24人于民国十五年（1926年）8月宣布脱离原属教会建立。李培春为牧师，并在府后街租用半间民房作为聚会点。后李牧师辞职，改聘阳道生为传道人，并在阳桥头租、买铺屋各一座，并建礼拜堂一座，耗资1800多银元。民国廿七年（1938年）12月24日被日机炸毁。民国廿九年（1940年）自立会解散，并入基督徒聚会处。
基督徒聚会处：由信徒张志平和上海来桂的上海基督徒聚会处信徒左弗如于民国廿四年（1935年）创建，在杉湖北路设聚会点。民国廿七年（1938年），浙江测量队的聚会处信徒10余人疏散来桂，先后在七星岩后的住宅、东灵街区振声助产院和桂花园聚会。抗日战争结束后，先在李圆善家中聚会，后因人数增加，在杉湖北路修建木质平房聚会。1958年10月加入桂林市基督教会。
基督复临安息日会：民国五年（1916年）安息日会南宁区会张因健来桂传道，三年后中止。民国廿九年（1940年）南宁区会植体强复来桂传道，民国卅一年（1942年）起先后由赵宗理、洪声世主持教会事务。聚会点设在码坪街（今七星公园内），有信徒40余人。民国卅三年（1944年）因抗日战争停办。
信义会：由信义会总会牧师徐雪中、长老贾海伦及王子同等人于民国卅八年（1949年）5月来桂筹办，同年6月23日成立筹委会。1950年7月1日，洪性舜主持该会工作，次年11月13日停办，停办时仅有信徒7人。
龙珠路教会：民国卅八年（1949年），泰东神学院由南京黄泥岗迁来桂林办学，驻龙珠路28号。学院师生和附近信徒在本院教堂聚会。基督教联合会成立后解散。

### 政治环境的变革
中华人民共和国成立后，中共政府对教会实施干预，1951年3月8日成立桂林基督教团体联合会，借原圣公会教堂办公，当时加入的信徒有666人。组成的单位包括圣公会、宣道会、浸信会、信义会、泰东神学院、龙珠路教会、道生医院、锡安医院、基督徒聚会处、西南浸信会联合会圣经学校。1951年9月，道生、锡安两医院由桂林市人民政府接办，退出联合会。第一届基督教团体联合会负责人包括沈明燧、丁宝玺、章保罗、金约翰、张学恭等。1955年3月17日，联合会改为桂林市三自革新运动委员会，借中山中路浸信会教堂办公。三自委员会成立后，联合会解散。
1956年9月22日至23日，桂林市基督教三自爱国运动委员会第一次代表会议举行，由代表70人选举产生桂林市基督教第一届三自爱国运动委员会，有22名委员，主席为张学恭。1983年2月成立桂林市基督教教务委员会。
中华人民共和国成立前，桂林市基督教堂先后有12座，包括圣公会4座、浸信会3座、宣道会、信义会、自立会、基督徒聚会处、泰东神学院各1坐。中华人民共和国成立后，实行三自革新，进行“联合礼拜”后，教堂仅余1座。

### 文革之后的发展
桂林市基督教三自爱国运动委员会所用的原浸信会礼拜堂建于抗日战争胜利后，拥有大礼堂、小礼堂和一座二层住宅，建筑总面积约1000平方米。文化大革命期间，教堂被挪用作红星印刷厂厂房，教牧人员遭到迫害。
“文革”结束后，1980年和1982年分两次退还教会，当时为桂林市区唯一的基督教堂。红星印刷厂补偿占用教堂期间的全部房租。1980年12月25日，桂林市基督教堂在“文革”后首次恢复聚会。1994年因城市建设需要，该堂拆迁至中山中路456号（今50号）建立新堂，名为桂林市基督教堂。10月16日举行新堂落成典礼。教堂采用西方建筑形式，用地面积1309.9平方米，占地面积747.4平方米，建筑面积1828.5平方米，可容纳千余人聚会，是当时广西最大的基督教堂。
2000年5月，桂林市基督教教务委员会更名为桂林市基督教协会。2011年11月至12月间教堂内部进行整体装修。2012年5月27日教堂举行百年庆典。

## 聚会时间表
| 星期                                                     | 时间                                | 聚会             |
| -------------------------------------------------------- | ----------------------------------- | ---------------- |
| 星期日（每月第一个主日为传福音讲道，第二个主日是圣餐日） | 08:00—09:30（圣餐日延至10:15）      | 第一堂主日崇拜   |
| 星期日（每月第一个主日为传福音讲道，第二个主日是圣餐日） | 10:00—11:30（圣餐日10:30开始）      | 第二堂主日崇拜   |
| 星期日（每月第一个主日为传福音讲道，第二个主日是圣餐日） | 20:00—21:30（圣餐日延至22:00）      | 第三堂主日崇拜   |
| 星期日（每月第一个主日为传福音讲道，第二个主日是圣餐日） | 10:00—11:30（圣餐日10:30开始）      | 芥菜种团契聚会   |
| 星期日（每月第一个主日为传福音讲道，第二个主日是圣餐日） |                                     |                  |
| 星期三                                                   | 19:30—21:00（冬） 20:00—21:30（夏） | 信徒造就聚会     |
| 星期四                                                   | 19:30—21:00（冬） 20:00—21:30（夏） | 青年信徒聚会     |
| 星期五                                                   | 08:00—10:00                         | 老年祷告读经聚会 |
| 星期六                                                   | 14:30—16:00                         | 大学生团契聚会   |
| 星期六                                                   | 19:30—21:00（冬） 20:00—21:30（夏） | 教会祷告聚会     |